# Ewa Mazierska
Ewa Mazierska (née en 1964 à Włocławek) est une spécialiste de cinéma polonaise et professeur à l'université du Lancashire central.
Elle a obtenu son doctorat à l'université de Łódź.
Le critique de cinéma Michał Oleszczyk l'a citée comme l'une des grandes spécialistes du cinéma polonais avec Marek Haltof.

### En anglais
- 2003 - From Moscow to Madrid: European Cities, Postmodern Cinema, avec Laura Rascaroli
- 2004 - Dreams and Diaries: The Cinema of Nanni Moretti, avec Laura Rascaroli
- 2006 - Crossing New Europe: Postmodern Travel and the European Road Movie
- 2006 - Women in Polish Cinema, avec Elżbieta Ostrowska
- 2007 - Roman Polanski: The Cinema of a Cultural Traveller
- 2007 - Polish Postcommunist Cinema: From Pavement Level
- 2008 - Larks on a String: Masculinities in Polish and Czech and Slovak Cinema
- 2010 - Jerzy Skolimowski: The Cinema of a Nonconformist

### En polonais
- 1999 - Człowiek wobec kultury: James Ivory i jego filmy, Oficyna Wydawnicza ER,  (ISBN 83-900494-1-4)
- 1999 - Uwięzienie w teraźniejszości i inne postmodernistyczne stany: Twórczość Wong Kar-Waia, Książka i Prasa,  (ISBN 83-909696-7-X)
- 2007 - Słoneczne kino Pedra Almodóvara, Słowo/Obraz Terytoria,  (ISBN 978-83-7453-732-2)
- 2010 - Pasja. Filmy Jean-Luca Godarda, Korporacja Ha!art,  (ISBN 978-83-61407-23-2))